# Head of NASA and the 2 Amish Boys
Albums de Infected Mushroom
Return to the Sauce
(2017) More than Just a Name
(2020)
Head of NASA and the 2 Amish Boys est le onzième album studio du duo psychedelic trance et Infected Mushroom. Il est sorti le 12 décembre 2018 et est le premier album du duo sur le label canadien Monstercat,. 

## Tournée
En janvier 2019, Infected Mushroom annonce une tournée faisant la promotion de l'album, intitulée Head of NASA Tour. La tournée a commencé le 21 février 2019. 

## Track listing
| 1.    | Bliss on Mushrooms (with Bliss) (featuring Miyavi)                                              | 9:31 |
| 2.    | Guitarmass                                                                                      | 6:38 |
| 3.    | Head of NASA                                                                                    | 7:45 |
| 4.    | Chenchen Barvaz                                                                                 | 7:42 |
| 5.    | Walking on the Moon                                                                             | 5:36 |
| 6.    | Here We Go Go Go                                                                                | 5:55 |
| 7.    | Lost in Space (remix d'une chanson du même nom par le rappeur Tuna (with Tuna) (featuring A-Wa) | 4:55 |
| 48:02 |                                                                                                 |      |